# Rhynchospora albescens
Rhynchospora albescens là loài thực vật có hoa trong họ Cói. Loài này được (Miq.) Kük. miêu tả khoa học đầu tiên năm 1951.